# Велика Горица
Велика Горица (на хърватски: Velika Gorica) е град в Хърватия, Загребска жупания. Населението на града е 31 553 души, а цялата община Велика Горица има 63 517 души население (към 2011 г.).
Велика Горица се намира в историческата област Турополе.